# Lady Magic
Lady Magic è stato un programma televisivo della Rete 2, trasmesso dal 25 aprile 1982 la domenica sera alle 20:40 per nove settimane.

## Il programma
Il titolo del varietà fa riferimento alla conduzione tutta al femminile che vede protagoniste le cantanti Ornella Vanoni, Maria Creusa, Anna Bellen e Patty Austin.
Lo spettacolo non prevede un coinvolgimento diretto del pubblico, né in studio né da casa, ma si caratterizza dagli effetti elettronici riprodotti sullo sfondo di ogni performance che riproducono man mano le scenografie e le ambientazioni astratte e che moltiplicano l'immagine dei performer.
Il programma, ricco di gag, balletti, ospiti in studio, vede la presenza dei Giancattivi ad animare gli spazi comici.

## Cast tecnico
Regia: Valerio Lazarov 

Autori: Italo Felici 

Scenografia: Gianni Villa

Costumi: Ruggiero Vitrani

Coreografie: Jean Guelis

Direzione musicale: Paolo Ormi